# 布拉德利山 (月球)
布拉德利山(Mons Bradley)是月球亚平宁山脉中，沿雨海东侧边缘的分布的一座断层山丘，它位于科农陨石坑西面，该山丘的西面是布拉德利月溪(见下文)。
山丘主峰的月面座标为北纬21.73°、东经0.38°，底部最大直径30公里，高约4.2公里。它以英国天文学家詹姆斯·布拉德利（1692年至1762年）之名命名。

## 布拉德利月溪
这是雨海东南部，亚平宁山脉附近的一条地堑型月溪，西北是醒目的阿基米德陨石坑。该月溪起始于腐沼，循西南方向穿过一片丘陵地区。月溪北端的东侧是哈德利月溪及阿波罗15号任务的着陆点。
该月溪在月面图上的坐标为北纬23.8°、西经1.2°，最大直径161公里，它的名字取自附近的布拉德利山。其周围分布着数座国际天文学联合会已指定名称的微型的陨石坑分布其周围，详见列表。
| 陨石坑   | 月面坐标                        | 直径, 公里 | 名称来源     |
| -------- | ------------------------------- | ---------- | ------------ |
| 安妮     | 25°07′N 0°03′W / 25.11°N 0.05°W | 2.13       | 希伯来女性名 |
| 伊恩     | 25°43′N 0°23′W / 25.72°N 0.39°W | 1          | 苏格兰男性名 |
| 凯瑟琳   | 25°20′N 0°50′W / 25.34°N 0.83°W | 5          | 爱尔兰女性名 |
| 迈克尔   | 25°03′N 0°13′E / 25.05°N 0.21°E | 4          | 英国男性名   |
| 帕特丽夏 | 24°55′N 0°30′E / 24.91°N 0.50°E | 5          | 英国女性名   |

## 另请参阅
- 按高度排列的月球山脉表